# Santa Cruz Challenger II 2022
Il Santa Cruz Challenger II 2022 è stato un torneo maschile di tennis professionistico. È stata la 2ª edizione del torneo, facente parte della categoria Challenger 80 nell'ambito dell'ATP Challenger Tour 2022, con un montepremi di 53 120 €. Si è svolto dal 21 al 27 marzo 2022 sui campi in terra rossa di Santa Cruz de la Sierra, in Bolivia. La prima edizione si era svolta dal 24 al 30 gennaio dello stesso anno.
Era inoltre uno dei tornei del circuito Dove Men + Care Legión Sudamericana, organizzato dall'ex tennista Horacio de la Peña con la collaborazione delle federazioni tennistiche di alcuni paesi sudamericani per garantire un maggior numero di tornei ai propri giocatori e fornire loro maggiori opportunità di mettersi in luce.

## Partecipanti

### Teste di serie
| Nazionalità | Giocatore                  | Ranking* | Testa di serie |
| ----------- | -------------------------- | -------- | -------------- |
| Bolivia     | Hugo Dellien               | 101      | 1              |
| Uruguay     | Pablo Cuevas               | 104      | 2              |
| Perù        | Juan Pablo Varillas        | 117      | 3              |
| Argentina   | Tomás Martín Etcheverry    | 123      | 4              |
| Cile        | Marcelo Tomás Barrios Vera | 145      | 5              |
| Argentina   | Camilo Ugo Carabelli       | 175      | 6              |
| Argentina   | Facundo Mena               | 183      | 7              |
| Paesi Bassi | Jesper de Jong             | 189      | 8              |

* Ranking al 14 marzo 2022.

### Altri partecipanti
I seguenti giocatori hanno ricevuto una wild card per il tabellone principale:
- Pablo Cuevas
- Murkel Dellien
- Juan Carlos Prado Angelo

I seguenti giocatori sono entrati in tabellone come alternate:
- Nick Hardt
- Johan Nikles

I seguenti giocatori sono passati dalle qualificazioni:
- Gilbert Klier Júnior
- Yshai Oliel
- Naoki Nakagawa
- Corentin Denolly
- Juan Bautista Torres
- Nicolás Barrientos

I seguenti giocatori sono entrati in tabellone come lucky loser:
- Daniel Dutra da Silva
- Facundo Juárez
- Gonzalo Villanueva

## Campioni

### Singolare
Paul Jubb ha sconfitto in finale  Juan Pablo Varillas con il punteggio di 6-3, 7–6(5).

### Doppio
Jesper de Jong /  Bart Stevens hanno sconfitto in finale  Nicolás Barrientos e  Miguel Ángel Reyes Varela con il punteggio di 6-4, 3-6, [10-6].